# 詹姆斯·怀特
詹姆斯·怀特（英語：James White）是一位浸信会神学家 ，亚利桑那州凤凰城基督教护教机构“阿拉法与俄梅戛事工”的负责人，也是一位基督教学者 。他是多本书籍的作者。

## 职业
詹姆斯·怀特是一位浸信会神学家，也是一位加尔文主义者。他在1998年至2018年期间担任亚利桑那州凤凰城的凤凰改革宗浸信会的长老。2018年，他成为亚利桑那州坦佩市的Apologia教会的驻教会学者，并于2019年被任命为牧师/长老之一。
怀特是亚利桑那州凤凰城的基督教护教机构“阿拉法与俄梅戛事工”的主任，为圣经的无误性做了很好的辩护。作为“阿拉法与俄梅戛事工”的主任，怀特也在“阿拉法与俄梅戛事工”的YouTube频道上主持每日的广播节目。他还是新美国标准版圣经（New American Standard Bible）的重要顾问。
怀特经常参与公开辩论，参加了超过170场公开的、有主持人的辩论 ，涵盖了加尔文主义、罗马天主教、伊斯兰教、摩门教、婴儿洗礼 、唯钦定本主义运动、耶和华见证人和无神论等主题。他的辩论对手包括多名自由派神学家和背道者，如巴特·厄尔曼、约翰·多米尼克·克罗桑、马库斯·博格、罗伯特·M·普赖斯等人。
詹姆斯·怀特对今天的基要主义提出了批评，也对唯钦定本主义提出了批评，他认为钦定本有多处翻译错误。他也批评了天主教，他写了多本批评罗马天主教神学的书，包括《罗马天主教争议》、《马利亚：另一位救赎者？》和《致命的缺陷》。
怀特支持创造论和神权论 。

## 参阅
- 唯钦定本主义
- 加尔文主义
- 浸信会